# 鲁迦堪布·罗藏春来坚措
鲁迦堪布·罗藏春来坚措（1983年—），原名德格加，法名罗藏春来坚措，男，藏族，甘肃肃南人，第九世鲁迦堪布。

## 生平
1983年农历十月初一日，鲁迦堪布·罗藏春来坚措生于甘肃省肃南裕固族自治县泱翔藏族乡河东村，父亲叫万玛昂千，母亲叫代旦拉毛。经东大寺管理委员会和部分信教群众多次要求，经中共天祝县委、天祝县人民政府同意，武威地区民族宗教处批准，1992年9月由第六世嘉木样活佛亲自卜算认定为第八世鲁迦堪布的转世灵童，并取法名“罗藏春来坚措”。遵照甘肃省宗教局〔1992〕59号文件，在武威市、天祝县领导重视下，于1992年10月17日（农历九月二十二日）迎请坐床。1993年，赴甘南拉卜楞寺学经，入贴散达吉琅（闻思学院），后毕业。
2006年5月，正在担任天祝县政协委员，天祝县佛教协会副会长，东大寺寺主活佛的鲁迦堪布，作为第六世嘉木样活佛任团长的的“甘肃省藏传佛教上层人士学习考察团”成员，赴陕西省法门寺考察。该团秘书长郭长乐（甘肃省委统战部常务副部长），成员有卓俊才（甘肃省民委（宗教局）副主任、副局长）、朗木赛赤·洛藏南杰·龙仁桑盖（碌曲县朗木寺寺主活佛）、尕藏成来（玛曲县夏秀寺活佛）、郭莽仓（夏河县拉卜楞寺寺活佛、寺管会副主任）、鲁迦堪布、特美（合作市合作寺寺管会主任）、扎西加措（玛曲县外香寺寺管会主任）、久美加措（临潭县江可寺寺管会副主任）、旦曲龙珠（肃南县沙沟寺寺管会主任）、贡去乎坚措（甘肃省佛教协会副秘书长、嘉木样活佛秘书）、张永胜（甘肃省警卫局正团职参谋）、罗卜藏坚参（朗木赛赤活佛随员）。
2011年，鲁迦堪布当选政协武威市第三届委员会委员。